# William Hall Milton
William Hall Milton, född 2 mars 1864 i Jackson County, Florida, död 4 januari 1942 i Marianna, Florida, var en amerikansk demokratisk politiker. Han representerade delstaten Florida i USA:s senat 1908-1909.
Milton studerade juridik och inledde 1890 sin karriär som advokat. Han var elektor för Grover Cleveland i presidentvalet i USA 1892. Han var borgmästare i Marianna 1898-1899.
Senator William James Bryan avled 1908 i ämbetet och Milton blev utnämnd till senaten. Han efterträddes följande år av Duncan U. Fletcher.
Miltons grav finns på St. Luke's Episcopal Cemetery i Marianna.